# Catalanova konstanta
Catalanova konstánta [katalánova ~] (oznaki G ali {\displaystyle C_{a}}) je v matematiki konstanta, ki se včasih pojavi pri ocenah v kombinatoriki. Določena je kot vsota alternirajoče vrste:
{\displaystyle G=\beta (2)=\sum _{n=0}^{\infty }{\frac {(-1)^{n}}{(2n+1)^{2}}}={\frac {1}{1^{2}}}-{\frac {1}{3^{2}}}+{\frac {1}{5^{2}}}-{\frac {1}{7^{2}}}+\cdots \!\,,}
kjer je β Dirichletova funkcija β. Njena številska desetiška vrednost je približno (OEIS A006752):
{\displaystyle G=0,915\,965\,594\,177\,219\,015\,054\,603\,514\,932\,384\,110\,774\ldots }
Ni znano ali je G racionalno ali iracionalno število. Imenuje se po Eugèneu Charlesu Catalanu.

## Integralski izrazi
Konstanto lahko zapišemo z določenimi integrali:
{\displaystyle G=-\int _{0}^{1}{\frac {\ln t}{1+t^{2}}}\,\mathrm {d} t\!\,,}
{\displaystyle G=\int _{0}^{1}\int _{0}^{1}{\frac {1}{1+x^{2}y^{2}}}\,\mathrm {d} x\,\mathrm {d} y\!\,,}
{\displaystyle G=\int _{0}^{\pi /4}{\frac {t}{\sin t\cos t}}\,\mathrm {d} t\!\,,}
{\displaystyle G=\int _{0}^{\pi /2}\log \left[2\sin {\frac {t}{2}}\right]\,\mathrm {d} t\!\,,}
in na primer z:
{\displaystyle G={\tfrac {1}{2}}\int _{0}^{1}\mathrm {K} (x)\,\mathrm {d} x\!\,,}
kjer je K(x) popolni eliptični integral 1. vrste, ter z:
{\displaystyle G=\int _{0}^{1}{\frac {\operatorname {arctg} x}{x}}\,\mathrm {d} x\!\,.}

## Uporaba
G se pojavlja v kombinatoriki, v vrednostih druge funkcije poligama, imenovane tudi funkcija trigama, pri argumentih z ulomki:
{\displaystyle \psi _{1}\left({\frac {1}{4}}\right)=\pi ^{2}+8G\!\,,}
{\displaystyle \psi _{1}\left({\frac {3}{4}}\right)=\pi ^{2}-8G\!\,.}
Simon Plouffe je podal neskončno zbirko izrazov med funkcijo trigama, {\displaystyle \pi ^{2}} in Catalanovo konstanto. Lahko se jih izrazi kot poti v grafu. 
Konstanta se pojavlja tudi v povezavi s hiperbolično sekantno porazdelitvijo.

## Hitro konvergentne vrste
Naslednji formuli predstavljata hitro konvergentni vrsti, in sta primerni za računanje vrednosti konstante:
| {\displaystyle G=\,} | {\displaystyle 3\sum _{n=0}^{\infty }{\frac {1}{2^{4n}}}\left(-{\frac {1}{2(8n+2)^{2}}}+{\frac {1}{2^{2}(8n+3)^{2}}}-{\frac {1}{2^{3}(8n+5)^{2}}}+{\frac {1}{2^{3}(8n+6)^{2}}}-{\frac {1}{2^{4}(8n+7)^{2}}}+{\frac {1}{2(8n+1)^{2}}}\right)-}          |
|                      | {\displaystyle 2\sum _{n=0}^{\infty }{\frac {1}{2^{12n}}}\left({\frac {1}{2^{4}(8n+2)^{2}}}+{\frac {1}{2^{6}(8n+3)^{2}}}-{\frac {1}{2^{9}(8n+5)^{2}}}-{\frac {1}{2^{10}(8n+6)^{2}}}-{\frac {1}{2^{12}(8n+7)^{2}}}+{\frac {1}{2^{3}(8n+1)^{2}}}\right)} |
in:
{\displaystyle G={\frac {\pi }{8}}\log({\sqrt {3}}+2)+{\tfrac {3}{8}}\sum _{n=0}^{\infty }{\frac {(n!)^{2}}{(2n)!(2n+1)^{2}}}\!\,.}
Teoretične osnove za takšne vrste je dal Broadhurst.

## Znane števke
Število znanih števk Catalanove konstante G se je v zadnjih desetletjih zelo povečalo. Vzrok temu je povečanje zmogljivosti računalnikov kot tudi izboljšave algoritmov.
| datum              | desetiške števke | avtor                            |
| ------------------ | ---------------- | -------------------------------- |
| 1832               | 16               | Thomas Clausen                   |
| 1858               | 19               | Carl Johan Danielsson Hill       |
| 1864               | 14               | Eugène Charles Catalan           |
| 1877               | 20               | James W. L. Glaisher             |
| 1913               | 32               | James W. L. Glaisher             |
| 1990               | 20.000           | Greg J. Fee                      |
| 1996               | 50.000           | Greg J. Fee                      |
| 14. avgust 1996    | 100.000          | Greg J. Fee & Simon Plouffe      |
| 29. september 1996 | 300.000          | Thomas Papanikolaou              |
| 1996               | 1.500.000        | Thomas Papanikolaou              |
| 1997               | 3.379.957        | Patrick Demichel                 |
| 4. januar 1998     | 12.500.000       | Xavier Gourdon                   |
| 2001               | 100.000.500      | Xavier Gourdon & Pascal Sebah    |
| 2002               | 201.000.000      | Xavier Gourdon & Pascal Sebah    |
| oktober 2006       | 5.000.000.000    | Shigeru Kondo & Steve Pagliarulo |
| avgust 2008        | 10.000.000.000   | Shigeru Kondo & Steve Pagliarulo |
| 31. januar 2009    | 15.510.000.000   | Alexander J. Yee & Raymond Chan  |
| 16. april 2009     | 31.026.000.000   | Alexander J. Yee & Raymond Chan  |
| 6. april 2013      | 100.000.000.000  | Robert J. Setti                  |